# Suutarsaari
Suutarsaari är en ö i Finland. Den ligger i sjön Alainen och i kommunen Sankt Michel i den ekonomiska regionen  S:t Michel och landskapet Södra Savolax, i den södra delen av landet, 200 km nordost om huvudstaden Helsingfors. Öns area är 2,7 hektar och dess största längd är 250 meter i sydöst-nordvästlig riktning.